# Borów (powiat świdnicki)
Borów (niem. Bohrauseifersdorf) – wieś w Polsce położona w województwie dolnośląskim, w powiecie świdnickim, w gminie Dobromierz.

## Historia
Pierwsze wzmianki o wsi pochodzą z XIV wieku. Wcześniej istniała tu osada kultury łużyckiej (relikty cmentarzyska). W roku 1305 było tutaj czternaście zagród, a właścicielem osady był Hannos Kewke. 3 lutego 1598 hrabia Conrad von Hochberg kupił Borów i całe dobra roztockie od Franza von Schweinichena. W roku 1765 wieś zamieszkiwało szesnastu zagrodników i chałupnik oraz pięciu rzemieślników różnych branż. W roku 1825 posiadaczem wsi był hrabia Hans Heinrich von Hochberg VI. Było tu wtedy osiemnaście domów i wiatrak. Działały warsztaty produkcji płótna. We wsi stał też dwór. Kolejnym właścicielem był (1840) hrabia Hans Heinrich von Hochberg X z Książa. Od drugiej połowy XIX wieku nastąpiła industrializacja osady, związana z wydobyciem granitu. W roku 1896 do Borowa dotarła kolej (linia Jawor – Roztoka). Zbudowano też bocznicę do kamieniołomów. Po II wojnie światowej funkcjonowały na tej bazie Borowskie Kamieniołomy Drogowe, po roku 1989 rozbite na kilka przedsiębiorstw wydobycia kamienia.

## Podział administracyjny
W latach 1975–1998 miejscowość należała administracyjnie do województwa wałbrzyskiego.